# Hertha Berliner Sport-Club 2014-2015
Questa voce raccoglie le informazioni riguardanti lo Hertha Berliner Sport-Club nelle competizioni ufficiali della stagione 2014-2015.

## Stagione
Nella stagione 2014-2015 l'Hertha Berlino, allenato da Pál Dárdai, concluse il campionato di Bundesliga al 15º posto. In coppa di Germania l'Hertha Berlino fu eliminato al secondo turno dal Arminia Bielefeld.

## Maglie e sponsor
Lo sponsor tecnico per la stagione 2014-2015 fu Nike, mentre lo sponsor ufficiale fu DB. La divisa casalinga era composta da una maglietta blu con strisce bianche, pantaloncini e calzettoni blu. Quella da trasferta era invece costituita da una maglietta giallo ocra, pantaloncini e calzettoni bianchi. La terza divisa prevedeva invece una maglietta a strisce rosse e nere, con pantaloncini e calzettoni neri.
| Casa | Trasferta | Terza divisa |

## Rosa
| N. |                           | Ruolo | Calciatore           |
| -- | ------------------------- | ----- | -------------------- |
| 1  | Germania (bandiera)       | P     | Thomas Kraft         |
| 2  | Slovacchia (bandiera)     | D     | Peter Pekarík        |
| 3  | Norvegia (bandiera)       | C     | Per Ciljan Skjelbred |
| 5  | Paesi Bassi (bandiera)    | D     | John Heitinga        |
| 7  | Giappone (bandiera)       | C     | Hajime Hosogai       |
| 8  | Camerun (bandiera)        | C     | Marcel Ndjeng        |
| 9  | Germania (bandiera)       | C     | Alexander Baumjohann |
| 10 | Tunisia (bandiera)        | C     | Änis Ben-Hatira      |
| 11 | Costa d'Avorio (bandiera) | A     | Salomon Kalou        |
| 12 | Brasile (bandiera)        | C     | Ronny                |
| 13 | Germania (bandiera)       | C     | Jens Hegeler         |
| 14 | Svizzera (bandiera)       | C     | Valentin Stocker     |
| 15 | Germania (bandiera)       | D     | Sebastian Langkamp   |
| 16 | Germania (bandiera)       | A     | Julian Schieber      |

| N. |                        | Ruolo | Calciatore             |
| -- | ---------------------- | ----- | ---------------------- |
| 17 | Germania (bandiera)    | C     | Tolga Ciğerci          |
| 18 | Germania (bandiera)    | C     | Peter Niemeyer         |
| 21 | Germania (bandiera)    | D     | Marvin Plattenhardt    |
| 22 | Norvegia (bandiera)    | P     | Rune Jarstein          |
| 23 | Germania (bandiera)    | D     | Johannes van den Bergh |
| 24 | Giappone (bandiera)    | A     | Genki Haraguchi        |
| 25 | Stati Uniti (bandiera) | D     | John Anthony Brooks    |
| 26 | Germania (bandiera)    | C     | Nico Schulz            |
| 27 | Paesi Bassi (bandiera) | A     | Roy Beerens            |
| 28 | Svizzera (bandiera)    | C     | Fabian Lustenberger    |
| 30 | Germania (bandiera)    | P     | Sascha Burchert        |
| 33 | Germania (bandiera)    | A     | Sandro Wagner          |
| 35 | Germania (bandiera)    | P     | Marius Gersbeck        |

## Organigramma societario
Area tecnica
- Allenatore: Pál Dárdai
- Allenatore in seconda: Admir Hamzagić, Rainer Widmayer
- Preparatore dei portieri: Richard Golz
- Preparatori atletici: Hendrik Vieth, David de Mel

## Risultati

### Bundesliga

#### Girone di andata
| Arbitro: | Kinhöfer |

|                   |           |                                    |
| Schieber 16’, 47’ | Marcatori | 53’ Lukimya-Mulongoti 55’ Di Santo |

| Arbitro: | Stieler |

|                                                |           |                                |
| Jedvaj 50’ Spahić 62’ Brandt 74’ Bellarabi 86’ | Marcatori | 24’ (aut.) Jedvaj 60’ Schieber |

| Arbitro: | Winkmann |

|                  |           |                              |
| Ronny 86’ (rig.) | Marcatori | 36’, 90’ Okazaki 70’ Allagui |

| Arbitro: | Meyer |

|                     |           |                |
| Kempf 30’ Klaus 79’ | Marcatori | 36’, 90’ Ronny |

| Arbitro: | Hartmann |

|           |           |  |
| Kalou 35’ | Marcatori |  |

| Arbitro: | Dankert |

|                     |           |  |
| Verhaegh 27’ (rig.) | Marcatori |  |

| Arbitro: | Aytekin |

|                                   |           |                              |
| Kalou 22’ (rig.), 63’ Beerens 74’ | Marcatori | 5’ Leitner 83’ (aut.) Wagner |

| Arbitro: | Kircher |

|                           |           |  |
| Huntelaar 19’ Draxler 65’ | Marcatori |  |

| Arbitro: | Kinhöfer |

|                                  |           |  |
| Ben-Hatira 59’, 85’ Heitinga 65’ | Marcatori |  |

| Arbitro: | Drees |

|                                    |           |           |
| Bakalorz 28’ Kachunga 52’ Meha 75’ | Marcatori | 41’ Kalou |

| Arbitro: | Sippel |

|  |           |                         |
|  | Marcatori | 44’ Briand 76’ Kiyotake |

| Arbitro: | Stieler |

|          |           |                        |
| Ujah 58’ | Marcatori | 28’ Beerens 86’ Ndjeng |

| Arbitro: | Dingert |

|  |           |            |
|  | Marcatori | 27’ Robben |

| Arbitro: | Fritz |

|                                     |           |                               |
| Jantschke 9’ Raffael 53’ Hazard 83’ | Marcatori | 45’ Schieber 90’ (rig.) Kalou |

| Arbitro: | Perl |

|              |           |  |
| Schieber 40’ | Marcatori |  |

| Arbitro: | Winkmann |

|                                         |           |                                                     |
| Aigner 43’ Seferović 58’ Meier 90’, 90’ | Marcatori | 21’ Brooks 33’ Ben-Hatira 36’ Schieber 80’ Niemeyer |

| Arbitro: | Sippel |

|  |           |                                                                            |
|  | Marcatori | 23’ (aut.) Brooks 26’ (rig.), 39’ (rig.) Salihović 74’ Schipplock 84’ Rudy |

#### Girone di ritorno
| Arbitro: | Brych |

|                   |           |  |
| Di Santo 43’, 69’ | Marcatori |  |

| Arbitro: | Drees |

|  |           |              |
|  | Marcatori | 49’ Kießling |

| Arbitro: | Aytekin |

|  |           |                                |
|  | Marcatori | 35’ (rig.) Hegeler 42’ Beerens |

| Arbitro: | Kinhöfer |

|  |           |                       |
|  | Marcatori | 14’ Klaus 52’ Philipp |

| Arbitro: | Winkmann |

|               |           |              |
| Dost 10’, 74’ | Marcatori | 30’ Schieber |

| Arbitro: | Stieler |

|           |           |  |
| Kalou 88’ | Marcatori |  |

| Stoccarda 6 marzo 2015, ore 20:30 CET 24ª giornata | Stoccarda | 0 – 0 referto | Hertha Berlino | Mercedes-Benz Arena (45 420 spett.)\| Arbitro: \| Brych \| |
| Arbitro:                                           | Brych     |               |                |                                                            |

| Arbitro: | Weiner |

|                              |           |                    |
| Ben-Hatira 21’ Haraguchi 81’ | Marcatori | 40’ Sané 90’ Matip |

| Arbitro: | Dingert |

|  |           |              |
|  | Marcatori | 84’ Langkamp |

| Arbitro: | Sippel |

|                        |           |  |
| Stocker 68’ Schulz 88’ | Marcatori |  |

| Arbitro: | Fritz |

|            |           |             |
| Schulz 75’ | Marcatori | 83’ Stocker |

| Berlino 18 aprile 2015, ore 15:30 CEST 29ª giornata | Hertha Berlino | 0 – 0 referto | Colonia | Olympiastadion (51 203 spett.)\| Arbitro: \| Kircher \| |
| Arbitro:                                            | Kircher        |               |         |                                                         |

| Arbitro: | Winkmann |

|                    |           |  |
| Schweinsteiger 80’ | Marcatori |  |

| Arbitro: | Kinhöfer |

|             |           |                      |
| Stocker 13’ | Marcatori | 11’ Kruse 85’ Traoré |

| Arbitro: | Stieler |

|                     |           |  |
| Subotić 9’ Durm 47’ | Marcatori |  |

| Berlino 16 maggio 2015, ore 15:30 CEST 33ª giornata | Hertha Berlino | 0 – 0 referto | Eintracht Francoforte | Olympiastadion (60 168 spett.)\| Arbitro: \| Meyer \| |
| Arbitro:                                            | Meyer          |               |                       |                                                       |

| Arbitro: | Kircher |

|                        |           |             |
| Modeste 8’ Firmino 80’ | Marcatori | 72’ Beerens |

### Coppa di Germania
| Arbitro: | Aarnink |

|                           |           |                                                  |
| Wunderlich 57’ Candan 67’ | Marcatori | 33’ Ronny 41’ Beerens 51’ Haraguchi 76’ Schieber |

| Arbitro: | Hartmann |

|                                  |                      |                               |
| Klos Salger Ulm Brinkmann Lorenz | Tiri di rigore 4 – 2 | Ronny Hegeler Schieber Wagner |

## Statistiche

### Statistiche di squadra
| Competizione      | Punti | In casa | In casa | In casa | In casa | In casa | In casa | In trasferta | In trasferta | In trasferta | In trasferta | In trasferta | In trasferta | Totale | Totale | Totale | Totale | Totale | Totale | DR  |
| Competizione      | Punti | G       | V       | N       | P       | Gf      | Gs      | G            | V            | N            | P            | Gf           | Gs           | G      | V      | N      | P      | Gf     | Gs     | DR  |
| ----------------- | ----- | ------- | ------- | ------- | ------- | ------- | ------- | ------------ | ------------ | ------------ | ------------ | ------------ | ------------ | ------ | ------ | ------ | ------ | ------ | ------ | --- |
| Bundesliga        | 35    | 17      | 6       | 4       | 7       | 17      | 22      | 17           | 3            | 4            | 10           | 19           | 30           | 34     | 9      | 8      | 17     | 36     | 52     | -16 |
| Coppa di Germania | -     | 0       | 0       | 0       | 0       | 0       | 0       | 2            | 1            | 1            | 0            | 4            | 2            | 2      | 1      | 1      | 0      | 4      | 2      | +2  |
| Totale            | -     | 17      | 6       | 4       | 7       | 17      | 22      | 19           | 4            | 5            | 10           | 23           | 32           | 36     | 10     | 9      | 17     | 40     | 54     | -14 |

### Andamento in campionato
| Giornata  | 1 | 2  | 3  | 4  | 5  | 6  | 7  | 8  | 9  | 10 | 11 | 12 | 13 | 14 | 15 | 16 | 17 | 18 | 19 | 20 | 21 | 22 | 23 | 24 | 25 | 26 | 27 | 28 | 29 | 30 | 31 | 32 | 33 | 34 |
| --------- | - | -- | -- | -- | -- | -- | -- | -- | -- | -- | -- | -- | -- | -- | -- | -- | -- | -- | -- | -- | -- | -- | -- | -- | -- | -- | -- | -- | -- | -- | -- | -- | -- | -- |
| Luogo     | C | T  | C  | T  | C  | T  | C  | T  | C  | T  | C  | T  | C  | T  | C  | T  | C  | T  | C  | T  | C  | T  | C  | T  | C  | T  | C  | T  | C  | T  | C  | T  | C  | T  |
| Risultato | N | P  | P  | N  | V  | P  | V  | P  | V  | P  | P  | V  | P  | P  | V  | N  | P  | P  | P  | V  | P  | P  | V  | N  | N  | V  | V  | N  | N  | P  | P  | P  | N  | P  |
| Posizione | 6 | 15 | 15 | 15 | 14 | 14 | 12 | 13 | 13 | 13 | 14 | 13 | 13 | 15 | 13 | 13 | 13 | 15 | 17 | 14 | 17 | 17 | 14 | 14 | 14 | 13 | 11 | 12 | 13 | 13 | 13 | 13 | 13 | 15 |

Legenda:

Luogo: C = Casa; T = Trasferta. Risultato: V = Vittoria; N = Pareggio; P = Sconfitta.

### Statistiche dei giocatori
| Giocatore        | Bundesliga | Bundesliga | Bundesliga  | Bundesliga | Coppa di Germania | Coppa di Germania | Coppa di Germania | Coppa di Germania | Totale   | Totale | Totale      | Totale     |
| Giocatore        | Presenze   | Reti       | Ammonizioni | Espulsioni | Presenze          | Reti              | Ammonizioni       | Espulsioni        | Presenze | Reti   | Ammonizioni | Espulsioni |
| ---------------- | ---------- | ---------- | ----------- | ---------- | ----------------- | ----------------- | ----------------- | ----------------- | -------- | ------ | ----------- | ---------- |
| S. Burchert      | 2          | 0          | 1           | 0          | -                 | -                 | -                 | -                 | 2        | 0      | 1           | 0          |
| M. Gersbeck      | -          | -          | -           | -          | -                 | -                 | -                 | -                 | -        | -      | -           | -          |
| R. Jarstein      | 1          | 0          | 0           | 0          | -                 | -                 | -                 | -                 | 1        | 0      | 0           | 0          |
| T. Kraft         | 32         | 0          | 3           | 0          | 2                 | 0                 | 1                 | 0                 | 34       | 0      | 4           | 0          |
| J. Brooks        | 27         | 1          | 5           | 0          | 1                 | 0                 | 1                 | 0                 | 28       | 1      | 6           | 0          |
| J. Heitinga      | 13         | 1          | 3           | 0          | 1                 | 0                 | 0                 | 0                 | 14       | 1      | 3           | 0          |
| S. Langkamp      | 16         | 1          | 3           | 1          | 1                 | 0                 | 0                 | 0                 | 17       | 1      | 3           | 1          |
| M. Mittelstädt   | -          | -          | -           | -          | -                 | -                 | -                 | -                 | -        | -      | -           | -          |
| P. Pekarík       | 30         | 0          | 3           | 0          | 2                 | 0                 | 0                 | 0                 | 32       | 0      | 3           | 0          |
| M. Plattenhardt  | 15         | 0          | 1           | 0          | -                 | -                 | -                 | -                 | 15       | 0      | 1           | 0          |
| J. van den Bergh | 6          | 0          | 2           | 0          | -                 | -                 | -                 | -                 | 6        | 0      | 2           | 0          |
| A. Baumjohann    | -          | -          | -           | -          | 1                 | 0                 | 0                 | 0                 | 1        | 0      | 0           | 0          |
| Ä. Ben-Hatira    | 15         | 4          | 3           | 0          | 1                 | 0                 | 0                 | 0                 | 16       | 4      | 3           | 0          |
| T. Ciğerci       | 2          | 0          | 0           | 0          | -                 | -                 | -                 | -                 | 2        | 0      | 0           | 0          |
| G. Haraguchi     | 21         | 1          | 2           | 0          | 2                 | 1                 | 0                 | 0                 | 23       | 2      | 2           | 0          |
| J. Hegeler       | 24         | 1          | 4           | 0          | 2                 | 0                 | 0                 | 0                 | 26       | 1      | 4           | 0          |
| H. Hosogai       | 20         | 0          | 5           | 0          | 2                 | 0                 | 1                 | 0                 | 22       | 0      | 6           | 0          |
| F. Lustenberger  | 27         | 0          | 3           | 1          | 1                 | 0                 | 0                 | 0                 | 28       | 0      | 3           | 1          |
| M. Ndjeng        | 16         | 1          | 2           | 0          | 1                 | 0                 | 0                 | 0                 | 17       | 1      | 2           | 0          |
| P. Niemeyer      | 17         | 1          | 6           | 0          | 1                 | 0                 | 0                 | 0                 | 18       | 1      | 6           | 0          |
| Ronny            | 19         | 3          | 4           | 0          | 2                 | 1                 | 0                 | 0                 | 21       | 4      | 4           | 0          |
| N. Schulz        | 28         | 1          | 2           | 2          | 1                 | 0                 | 0                 | 0                 | 29       | 1      | 2           | 2          |
| P. Skjelbred     | 26         | 0          | 8           | 0          | -                 | -                 | -                 | -                 | 26       | 0      | 8           | 0          |
| V. Stocker       | 26         | 3          | 6           | 0          | 1                 | 0                 | 0                 | 0                 | 27       | 3      | 6           | 0          |
| R. Beerens       | 27         | 4          | 2           | 0          | 2                 | 1                 | 0                 | 0                 | 29       | 5      | 2           | 0          |
| S. Kalou         | 27         | 6          | 2           | 0          | 1                 | 0                 | 0                 | 0                 | 28       | 6      | 2           | 0          |
| J. Schieber      | 16         | 7          | 1           | 0          | 2                 | 1                 | 0                 | 0                 | 18       | 8      | 1           | 0          |
| S. Wagner        | 15         | 0          | 2           | 0          | 1                 | 0                 | 0                 | 0                 | 16       | 0      | 2           | 0          |
| S. Allagui       | 1          | 0          | 0           | 0          | -                 | -                 | -                 | -                 | 1        | 0      | 0           | 0          |